# Blutdiamant

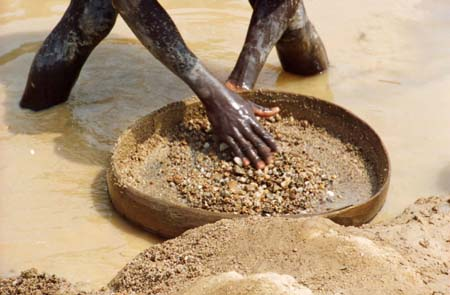
Diamantenschürfen in Sierra Leone

Ein Blutdiamant oder Konfliktdiamant ist nach Definition des Kimberley-Abkommens ein Diamant, mit dessen Erlös gewalttätige Konflikte finanziert werden. Sie werden in Konfliktgebieten meist illegal geschürft und verkauft (meist exportiert), um Rebellen, Invasionstruppen oder ähnliches zu finanzieren, und tragen so zur Verlängerung oder Intensivierung eines Konfliktes bei. Damit gehören sie zu den Konfliktrohstoffen.
Da auch nach offiziellem Friedensschluss in vielen Abbaugebieten noch Menschenrechte verletzt werden, plädieren einige Organisationen für eine Erweiterung der vorgenannten Definition. Als Blutdiamanten sollen nach ihnen alle Diamanten bezeichnet werden, die unter Verletzung von Menschenrechten abgebaut werden.

## Erste Maßnahmen
Die Generalversammlung der Vereinten Nationen hat den Verkauf von Konfliktdiamanten in einer einstimmig beschlossenen Resolution vom 1. Dezember 2000 (A/RES/55/56) angeprangert. Dort wird argumentiert, ihr Handel finanzierte Armeen, die gegen legitime Regierungen kämpfen, Menschenrechtsverletzungen begehen und verheerende Kriege führen. Damit zielte die Resolution auf Lieferanten von Konfliktdiamanten wie die UNITA-Rebellen in Angola und die Revolutionary-United-Front-Rebellen (RUF) in Sierra Leone, die so ihre Kriege gegen die Regierung finanzierten.
Die UNO versucht Zertifizierungsmechanismen einzuführen, um die Menge der Konfliktdiamanten auf dem Weltmarkt zu verringern.
Der Weltdiamantenkongress akzeptierte am 19. Juli 2000 in Antwerpen eine Resolution mit dem Ziel, die Fähigkeit der Diamantenindustrie zu stärken, den Verkauf von Konfliktdiamanten zu verhindern. Wer weiterhin mit Diamanten unklarer Herkunft handle, werde aus dem Geschäft ausgeschlossen, behauptete die Industrie. Dass das nicht zutraf, belegte eine Undercover-Recherche der Weltwoche im Januar 2001.
Über die politischen und ökonomischen Zusammenhänge von Kriegen in Afrika und der Ausbeutung von Ressourcen informiert auch die Kampagne Fatal Transactions. Sie wurde im Herbst 1999 von Medico international zusammen mit dem britischen Rechercheinstitut Global Witness, dem Netherland Institute for Southern Africa (NIZA) und dem belgischen IPIS-Institut gegründet. Die Kampagne trug durch öffentlichen Druck zum Zustandekommen des Kimberley-Prozesses bei.

## Der Kimberley-Prozess
Es ist praktisch unmöglich, einem Diamanten dessen genaue Herkunft anzusehen, weil Zertifikate häufig gefälscht werden. Dennoch haben sich Diamantenindustrie sowie Diamanten importierende und exportierende Länder Anfang 2003 mit dem so genannten Kimberley-Prozess auf einen Selbstregulierungsmechanismus geeinigt, der über staatliche Herkunftszertifikate versucht, den Diamantenschmuggel zu verhindern. Das Problem solcher Selbstverpflichtungserklärungen ist allerdings, dass sie nicht bindend sind, kaum Sanktionsmöglichkeiten bieten und außerdem von unabhängigen Institutionen nur schwer überprüft werden können. In der Europäischen Union gibt es hingegen seit Ende 2002 eine rechtsverbindliche EU-Verordnung, welche alle Unionsstaaten bindet und verpflichtet. Ein 2001 verhängtes Embargo gegen Diamanten aus Liberia wurde 2007 auf Betreiben der liberianischen Regierung unter Ellen Johnson-Sirleaf aufgehoben.
Andere Substanzen werden bisweilen in der gleichen Weise wie Konfliktdiamanten verkauft, z. B. Coltan. Im Zusammenhang mit der Verstrickung von Bodenschätzen, Armut und Bürgerkriegen spricht man auch von einem so genannten „Ressourcenfluch“.
Recherchen der European Investigative Collaboration ergaben, dass die Gruppe Wagner für Russland an der Überwachung des Schürfens von Konfliktdiamanten in Afrika beteiligt ist und dort Verbindungen zu russischen Diamantenhändlern unterhält. Russland untergräbt Bemühungen zur Unterbindung des Handels mit Konfliktdiamanten, indem es als Mitglied des Kimberley-Prozesses von seinem Vetorecht gebrauch macht, weil Russland selbst vom Handel mit Konfliktdiamanten profitiert. Mehrere Mitgliedstaaten des Prozesses erachten den Kimberley Process als reformbedürftig.

## Rezeption in den Medien
Das Thema Konfliktdiamanten wird in einer Reihe jüngerer Filme thematisiert. Vor allem das Hollywood-Drama Blood Diamond mit Leonardo DiCaprio sorgte 2006 dafür, dass die Thematik ins Bewusstsein der Öffentlichkeit rückte. Im James-Bond-Film Stirb an einem anderen Tag (2002) bezieht sich ein großer Teil der Handlung auf den Schmuggel von Konfliktdiamanten. Weitere Filme, welche einen Zusammenhang zur Problematik der Konfliktdiamanten herstellen, sind Schwarze Diamanten (2007) und Lord of War (2005) mit Nicolas Cage; letzterer geht am Rande auf die Opfer der Kriege in Westafrika ein.
2005 beschrieb Donna Leon in Commissario Brunettis 14. Fall Blood from a Stone (dt. Blutige Steine, 2006) einen Widerstandskämpfer der Chokwe, der für den Bürgerkrieg in Angola Rohdiamanten zum Kauf von Waffen nach Italien bringt.